# Soluciones no exactas en relatividad general
Las soluciones no exactas en relatividad general son soluciones de las ecuaciones del campo de Einstein de relatividad general que son solo aproximadas. Estas soluciones son típicamente encontradas al tratar el campo gravitacional {\displaystyle g} como un fondo espacio-tiempo, {\displaystyle \gamma } (el cual es normalmente una solución exacta), más alguna perturbación pequeña {\displaystyle h}. Entonces se es capaz de resolver las ecuaciones del campo de Einstein como series en {\displaystyle h}, dejando términos de orden más alto por simplicidad.
Un ejemplo común de este método resulta en la aproximación para campos gravitatorios débiles. En este caso, se amplía la métrica del espacio-tiempo sobre el pisoespacio-tiempo de Minkowski, {\displaystyle \eta _{\mu \nu }}:
{\displaystyle g_{\mu \nu }=\eta _{\mu \nu }+h_{\mu \nu }+{\mathcal {O}}(h^{2})},
y descartando todos los térmicos que sean de orden dos o mayor en {\displaystyle h}.